# Nystalea marmorea
Nystalea marmorea är en fjärilsart som beskrevs av William Schaus 1901. Nystalea marmorea ingår i släktet Nystalea och familjen tandspinnare. Inga underarter finns listade i Catalogue of Life.